# Messerschmitt Me 309
Messerschmitt Me 309 - проєкт німецького винищувача Люфтваффе періоду Другої світової війни, що розроблявся для заміни Messerschmitt Bf 109. На його базі розроблявся Messerschmitt Me 509.

## Історія
Проєкт Me 309 було розпочато у середині 1940, після перших зустрічей Bf 109 з Spitfire під час битви за Британію, першим літаком який перевищував 109 за швидкістю та продуктивністю. Вже тоді Мессершмітт усвідомлював потребу у покращенні конструкції Bf 109. Проте Імперське міністерство авіації, не вбачало таку потребу, тому проєкту було дано низький пріоритет, в результаті проєкт не було закінчено до 1941.
Новий винищувач мав багато покращень, таких як триколісне шасі (з носовою стійкою яка поверталася на 90° під час складання, щоб повністю вміщатися у нішу під двигуном) та герметичний кокпіт, що зробило літак більш комфортним та ефективним на великих висотах. Кожна з новинок була протестована на чисельних планерах Bf 109F, V23 мав підфюзеляжний радіатор, V31 мав радіатор та триколісне шасі, а V30 мав герметичний кокпіт.
Незацікавленість уряду до проєкту затримало побудову першого прототипу до весни 1942, а проблеми з носовим колесом відкинули перший політ 309-го до липня. Коли він злетів, продуктивність Me 309 була задовільною — приблизно на 50 км/год швидше ніж стандартний Bf 109G — але не зразковою. Фактично, Bf 109G міг перевищити свого наступника. З додатковим озброєнням, швидкість літака знизилася. У світлі його низької продуктивності та набагато більш перспективного Focke-Wulf Fw 190D, проєкт Me 309 було скасовано.

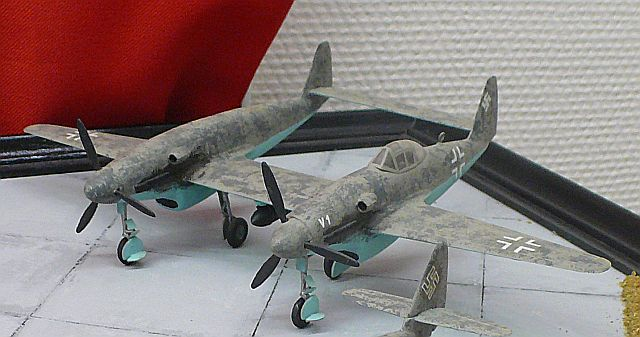
Модель Me 609

У спробі відродити проєкт, у відповідь на замовлення Імперського міністерства авіації від 1941 на створення Zerstörer (руйнівника) для заміни Bf 110, Мессершмітт представив Me 609. Згідно з замовленням нова конструкція повинна бути розроблена швидко і з мінімальною кількістю нових частин, тому невдалий проєкт Me 309 став основою нового винищувача. Me 609 представляв собою поєднання двох фюзеляжів Me 309 з новим центропланом. Від моделі 309 залишили дві стійки основного шасі які складалися у центроплан. Така схема потребувала створення незвичайного чотирьох колісного шасі. Me 609 мав кокпіт у лівому фюзеляжі, а правий залишався порожнім.
Планувалося створити дві версії: важкий винищувач з чотирма або шістьма 30 мм гарматами MK 108 та Швидкісний бомбардувальник (легкий бомбардувальник) з двома 30 мм гарматами MK 108 і бомбовим навантаженням 1000 кг з підвіскою під фюзеляж. На час доведення конструкції, з'явився турбореактивний Me 262 відкинув потребу у створенні поршневих винищувачів.
У 1943 Мессершмітт зробив останню спробу створити заміну Bf 109 у вигляді Me 209-II. Це була модифікація планера моделі 109, конструктори Мессершмітта не бажали витрачати час на створення конструкції як у випадку з Me 309.

## Льотно-технічні характеристики

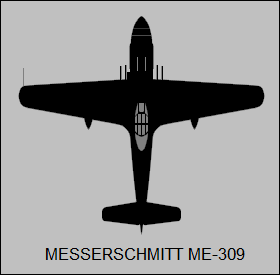
Вид з гори Me 309

Джерело: Die Deutsche Luftrüstung 1933–1945
Основні характеристики
- Екіпаж: 1
- Довжина: 9,46 м
- Висота: 3,9 м
- Розмах крила: 11,04 м

- Площа крила: 16,6 м²
- Маса порожнього: 3530 кг
- Маса спорядженого: 4250 кг
- Силова установка: 1 × інвертований V-12 поршневой двигун рідинного охолодження, Daimler-Benz DB 603G  1726 к.с. ( 1278 кВт)

Льотні характеристики
- Крейсерська швидкість: 665 км/год
- Бойовий радіус: 1100 км

Озброєння
- Стрілецько-гарматне: [7]

2×20 мм гармата MG 151
4×13 мм кулемет MG 131
1×30 мм гармата MK 108